# Sextina
La sextina es una composición poética integrada por 39 versos de arte mayor, normalmente endecasílabos, estructurados en seis estrofas de seis versos y una contera final, de tres versos.

## Orígenes
Su creación se atribuye al trovador occitano Arnaut Daniel quien, a finales del siglo XII, compuso la primera sextina titulada Lo ferm voler qu'el cor m'intra (el firme deseo que se aloja en mi corazón), y alcanzará su máximo esplendor durante el Renacimiento.

## Características
Las seis estrofas que, con el terceto final, conforman la sextina, carecen de rima, pero cada uno de sus seis versos acaba en una palabra-rima (preferentemente un sustantivo llano y bisílabo). 
Estas seis palabras-rimas finales de cada verso, se irán repitiendo en las estrofas siguientes alterando su orden, pero siempre siguiendo una misma ley: las tres primeras palabras-rimas "bajan" para hacer "huecos" entre ellas de modo que la primera pasa al verso segundo, la segunda pasa al verso cuarto y la tercera baja al verso sexto. Quedan por tanto, tres versos libres, el primero, el tercero y el quinto, que son ocupados por las tres palabras-rimas restantes en orden inverso: la sexta en el primer verso, la quinta en el tercero y la cuarta en el quinto. Aplicando esta regla de colocación se obtiene el siguiente esquema:
ABCDEF – FAEBDC – CFDABE – ECBFAD – DEACFB – BDFECA
Si se volviese aplicar la regla se volvería a obtener el orden de la primera estrofa (ABCDEF).
En el terceto final se repetirán las seis palabras-rima de forma que las palabras-rimas aparecen a mitad y a final de verso siguiendo el mismo orden que en la primera estrofa, es decir, AB, CD, EF entendiendo que A está en mitad del primer verso y B a final del primer verso, etc.
(A) Al bello resplandor de vuestros ojos
(B) mi pecho abrasó Amor en dulce llama
(C) y desató el rigor de fría nieve,
(D) que entorpecía el juego de mi alma,
(E) y en los estrechos lazos de oro y hebras
(F) sentí preso y sujeto al yugo el cuello.
(F) Cayó mi altiva presunción del cuello,
(A) y en vos vieron su pérdida mis ojos,
(E) luego que me rindieron vuestras hebras,
(B) luego que ardí, señora, en tierna llama;
(D) pero alegre en su mal vive mi alma,
(C) y no teme la fuerza de la nieve.
(C) Yo en fuego ardo, vos heláis en nieve,
(F) y, libre del Amor, alzáis el cuello,
(D) ingrata a los tormentos de mi alma;
(A) que aun blandos a su mal no dais los ojos.
(B) Mas siempre la abrasáis en viva llama
(E) y sus alas pendéis en vuestras hebras.
(E) Viese yo las doradas ricas hebras
(C) bañadas de mi llanto, si la nieve
(B) vuestra diese lugar a esta mi llama;
(F) que la dureza de este yerto cuello
(A) la pluvia ablandaría de mis ojos
(D) y en dos cuerpos habría sola un alma.
(D) La celestial belleza de vuestra alma
(E) mi alma enlaza en sus eternas hebras,
(A) y penetra la luz de ardientes ojos,
(C) con divino valor, la helada nieve,
(F) y lleva al alto cielo alegre el cuello
(B) que enciende el limpio ardor inmortal llama.
(B) Amor, que me sustentas en tu llama,
(D) da fuerza al vuelo presto de mi alma,
(F) y, del terreno peso alzando el cuello,
(E) inflamarás la luz de sacras hebras;
(C) que ya, sin recelar la dura nieve,
(A) miro tu claridad con puros ojos.
(AB) Por, vos viven mis ojos en su llama,
(DE) ¡oh luz del alma!, y las doradas hebras
(CF) la nieve rompen y dan gloria al cuello.
Fernando de Herrera
(Cabe destacar que este terceto no tiene la estructura AB CD EF en sus palabras rima 
pero sí guarda el orden tradicional clásico en las estrofas)
Dante y Petrarca ensayaron las sextinas dobles que consisten, simplemente, en repetir dos veces el esquema de estrofas de seis versos (es decir, ABCDEF–FAEBDC–CFDABE–ECBFAD–DEACFB–BDFECA-ABCDEF–FAEBDC–CFDABE–ECBFAD–DEACFB–BDFECA) y añadir al final el terceto, tal y como se hace en la sextina simple.

## Principales autores
Destacó por sus excelentes sextinas Luis Vaz de Camões, y en nuestra época este tipo de composición fue ampliamente cultivado por el poeta catalán Joan Brossa con cuatro poemarios enteros (publicados entre 1976 y 1986) más algunas otras incluidas en poemarios posteriores.
Más recientemente ha aparecido la sextina de Neil Gaiman "Vampire Sestina", publicada en España en el libro recopilatorio Humo y espejos (Barcelona, Norma Editorial, 1999). Dentro de la poesía española, el poemario Penúltimo momento, de Ernesto Filardi contiene "Ellas. Sextina a lo intangible" (Madrid, Sial, 2005). En Perú, Carlos Germán Belli, poeta perteneciente a la Generación poética del 50, ha cultivado la sextina, tal como figuran en su libro "Sextinas, villanelas y baladas" (Madrid: Visor Libros, 2007). Según el Dr. Nazaret Solís, Belli es un ferviente admirador de las formas clásicas y de la poesía del Siglo de Oro español; de ahí que imite conscientemente la poesía de Góngora, Medrano, Herrera...
El trabajo más reciente y completo sobre la sextina es el libro Sextinas. Pasado y presente de una forma poética, obra de Chús Arellano, Jesús Munárriz y Sofía Rhei, publicado en Madrid por Hiperión en 2011. Incluye un estudio preliminar y una amplia antología de sextinas desde su invención hasta la actualidad, con inclusión de los textos originales de las escritas en otros idiomas (hasta 8). Es un libro de 460 páginas, con poemas de autores como, Dante, Petrarca, Cervantes, Lope, Sidney, Spenser, Kipling, Pound, Eliot, Auden, Ashbery, Marianne Moore, Ungaretti, Brossa, Gil de Biedma, etc., hasta más de un centenar.
En 1993, Pre-Textos / Poesía publica la obra "Éxtasis (1973-1993)" del poeta, pintor y académico canario Manuel Padorno. El libro, compuesto como unidad por el autor, contiene 20 sextinas que parte de la fascinación por el mar, por Las Canteras, de su autor para desarrollar los temas poéticos universales.

## Otros usos
El término sextina hace también referencia a una estrofa de seis versos.
- Datos: Q1334127